# Charline Picon
Charline Picon (n. 23 decembrie 1984, Royan, Poitou-Charentes, Franța) este o sportivă ce a reprezentat Franța, medaliată olimpică. A participat la 3 ediții ale Jocurilor Olimpice (2012, 2016, 2020) în care a câștigat o medalie de aur.